# Galovany
Galovany es un municipio del distrito de Liptovský Mikuláš en la región de Žilina, Eslovaquia, con una población estimada a final del año 2024 de 315 habitantes.
Se encuentra ubicado al sureste de la región, cerca del curso alto del río Váh (cuenca hidrográfica del Danubio), de los montes Tatras y de la frontera con Polonia y las regiones de Prešov y Banská Bystrica.

## Demografía
| Año        | 1994 | 2004     | 2014    | 2024     |
| ---------- | ---- | -------- | ------- | -------- |
| Población  | 231  | 281      | 278     | 315      |
| Diferencia |      | +21,64 % | −1,06 % | +13,30 % |

| Año        | 2023 | 2024    |
| ---------- | ---- | ------- |
| Población  | 320  | 315     |
| Diferencia |      | −1,56 % |